# Violencia sexual en Papúa Nueva Guinea

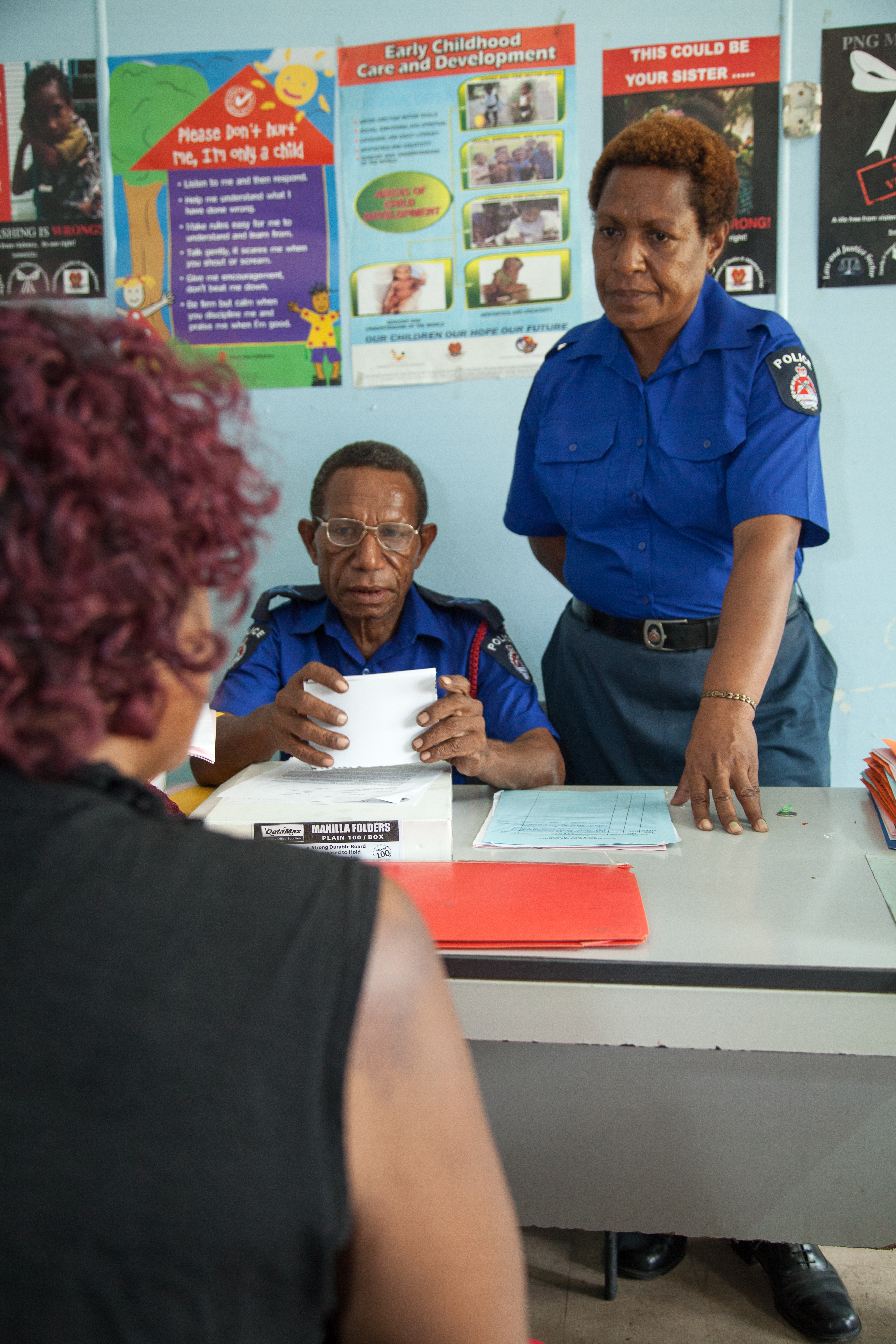
Un cliente da su denuncia ante la Unidad de Violencia Familiar y Sexual en la Estación de Policía de Waigani.

Papúa Nueva Guinea ha sido catalogado en varias ocasiones, como uno de los países con mayor índice de violencia de género en el mundo.

## Tipos

### Violencia contra la mujer
De acuerdo a una encuesta realizada en 1992 por la Comisión de Reforma Legislativa de Papúa Nueva Guinea, se estima que el 67% de las mujeres casadas han sido víctimas de violencia física por parte de sus cónyuges, y en el peor de los casos, un 100% en la Región de las Tierras Altas. En los cascos urbanos, se reveló que 1 de cada 6 mujeres necesitaban tratamiento médico por lesiones causadas por sus maridos. Entre las formas más comunes de violencia incluyen patadas, palizas, quemaduras y heridas con arma blanca, que representan entre el 80% y 90% de las lesiones tratadas por los empleados de la salud.
Otra encuesta realizada en 1993, por parte del Instituto de Investigación Médica reveló que un 55% de las mujeres habrían tenido relaciones sexuales forzadas, especialmente por parte de hombres conocidos. El aborto en Papúa en Nueva Guinea es únicamente legal en caso de que la vida de la mujer esté en riesgo, por lo que quienes sufren un embarazo a causa de una violación, no se le tiene permitido ningún recurso legal.

### Violencia contra infantes, niños y adolescentes
La Unicef describe a los niños de Papúa Nueva Guinea como unos de los más vulnerables del mundo. Según UNICEF, casi la mitad de las víctimas denunciantes de abuso sexual son menores de 15 años de edad, y un 13% no superan los 7 años de edad, mientras que un informe por ChildFund Australia que cita a la exdiputada Carol Kidu afirmó que el 20% de quienes buscaban ayuda médica por abuso sexual eran menores de 16 años, un 25% eran menores 12 años y un 10% no superaban los 8 años.
Hasta el 50% de las niñas corren el riesgo de ser víctimas de prostitución infantil o de tráfico humano. Muchas son forzadas a casarse con solo 12 años de edad bajo  el derecho consuetudinario. 1 de cada 3 personas dedicadas al comercio sexual son menores de 20 años.

### Violencia contra hombres
Un estudio realizado en 2013, reveló que el 7.7% de los hombres fue víctima de abuso sexual por parte de otro hombre.

## Perpetratores

### Estadísticas
Un estudio realizado en 2013 por Rachel Jewkes y otros colegas suyos, en nombre de la Comisión Investigadora Multisectorial y Multinacional de las Naciones Unidas Sobre Hombres y Violencia
, reveló que el 41% de los hombres residentes de Bougainville forzaron a otra persona no pareja a tener relaciones sexuales, y un 59% admitió haber tenido relaciones sexuales con su pareja sin su consentimiento. Según este estudio, aproximadamente el 14.1% de los hombres han cometido múltiples violaciones grupales. En una encuesta realizada en 1994 por la Institución de Investigación Médica del país, demostró que el 60% de los hombres entrevistados admitieron haber participado al menos una vez en violaciones grupales (conocido como lainap).

### Pandillas urbanas
En áreas urbanas, particularmente en barrios marginales, un miembro de la pandilla Raskol requiere a menudo, violar mujeres bajo razones de iniciación. Peter Moses, uno de los líderes de la pandilla Raskol "Dirty Dons 585", declaró que violar mujeres era una “obligación” para los miembros jóvenes de la pandilla. En áreas rurales, cuándo un niño quiere convertirse en un hombre,  pueda ir a la aldea enemiga y matar un cerdo para ser aceptado como un adulto, mientras que en las ciudades, las mujeres "tienen que reemplazar a los cerdos". Moses, quién afirmó haber violado a más de 30 mujeres, declaró “Y  es mejor si un niño la mata después, porque así tendrá menos problemas con la policía”.